# Joachim Rønning
Hans Joachim Rønning (Sandefjord, 30 maggio 1972) è un regista norvegese.
Ha lavorato in coppia con Espen Sandberg, adottando il nome comune Roenberg, con il quale ha diretto i film Bandidas (2006), Max Manus: Man of War (2008), Kon-Tiki (2012) e Pirati dei Caraibi - La vendetta di Salazar (2017).

## Biografia
Spesso lavora in coppia con Espen Sandberg (entrambi nativi di Sandefjord, Norvegia). Quando lavorano in team, usano il nome Roenberg (una combinazione tra i loro cognomi). Sono comproprietari della più grande società di produzione per spot della Scandinavia chiamata Motion Blur. Nel 2006 debuttano nel mondo del cinema con il film Bandidas, con Penélope Cruz e Salma Hayek, che viene distribuito in tutto il mondo grazie a EuropaCorp e 20th Century Fox. Il film viene scritto e prodotto dal regista francese Luc Besson.
Il loro film Kon-Tiki vene candidato ai premi Oscar del 2013 come miglior film straniero. Il duo viene scelto per dirigere il quinto capitolo dei Pirati dei Caraibi, Pirati dei Caraibi - La vendetta di Salazar, interpretato da Johnny Depp, Javier Bardem, Geoffrey Rush, Brenton Thwaites, Kaya Scodelario, Orlando Bloom e Keira Knightley, uscito nel 2017.
Nell'ottobre dello stesso anno Rønning accetta l'incarico di dirigere nuovamente per la Walt Disney Pictures il sequel di Maleficent, Maleficent - Signora del male, interpretato da Angelina Jolie ed Elle Fanning, le cui riprese sono iniziate nel 2018. Il film è uscito nel 2019.
Nel gennaio del 2023 Rønning accetta di dirigere, sempre per la Disney, Tron: Ares, la cui uscita è prevista per nel corso del 2025.

## Vita privata
Joachim Rønning ha due figlie e una moglie, Kristin. Vivono ad Oslo, in Norvegia.

## Filmografia

### Produttore

#### Cinema
- Beatles, regia di Peter Flinth (2014)
- La ragazza del mare (Young Woman and the Sea), regia di Joachim Rønning (2024)

#### Televisione
- Marco Polo: One Hundred Eyes, regia di Alik Sakharov - film TV (2015)
- Marco Polo - serie TV, episodi 1x01-1x02-2x04 (2014-2016)
- Doomsday, regia di Joachim Rønning - film TV (2017)

### Regista

#### Cinema
- Dag 1, co-diretto con Espen Sandberg - cortometraggio (1997)
- Bandidas, co-diretto con Espen Sandberg (2006)
- Kubisten - cortometraggio (2007)
- Max Manus: Man of War, co-diretto con Espen Sandberg (2008)
- Kon-Tiki, co-diretto con Espen Sandberg (2012)
- Pirati dei Caraibi - La vendetta di Salazar (Pirates of the Caribbean: Dead Men Tell No Tales), co-diretto con Espen Sandberg (2017)
- Maleficent - Signora del male (Maleficent: Mistress of Evil, 2019)
- La ragazza del mare (Young Woman and the Sea, 2024)
- Tron: Ares (2025)

#### Televisione
- Marco Polo, co-diretto con Espen Sandberg - serie TV, episodi 1x01-1x02 (2014)
- Doomsday - film TV (2017)

### Sceneggiatore
- Kubisten, regia di Joachim Rønning - cortometraggio (2007)